# Stemodia micrantha
Stemodia micrantha là một loài thực vật có hoa trong họ Mã đề. Loài này được Brandegee miêu tả khoa học đầu tiên năm 1914.